# Miarinarivo (stad)
Miarinarivo is de hoofdstad van de regio Itasy in Madagaskar.

## Geschiedenis
Tot 1 oktober 2009 lag Miarinarivo in de provincie Antananarivo. Deze werd echter opgeheven en vervangen door de regio Itasy. Tijdens deze wijziging werden alle autonome provincies opgeheven en vervangen door de in totaal 22 regio's van Madagaskar.

## Infrastructuur
Naast het basisonderwijs biedt de stad zowel middelbaar als hoger onderwijs aan. Tevens beschikt Miarinarivo over haar eigen ziekenhuis.